# Malik Joyeux

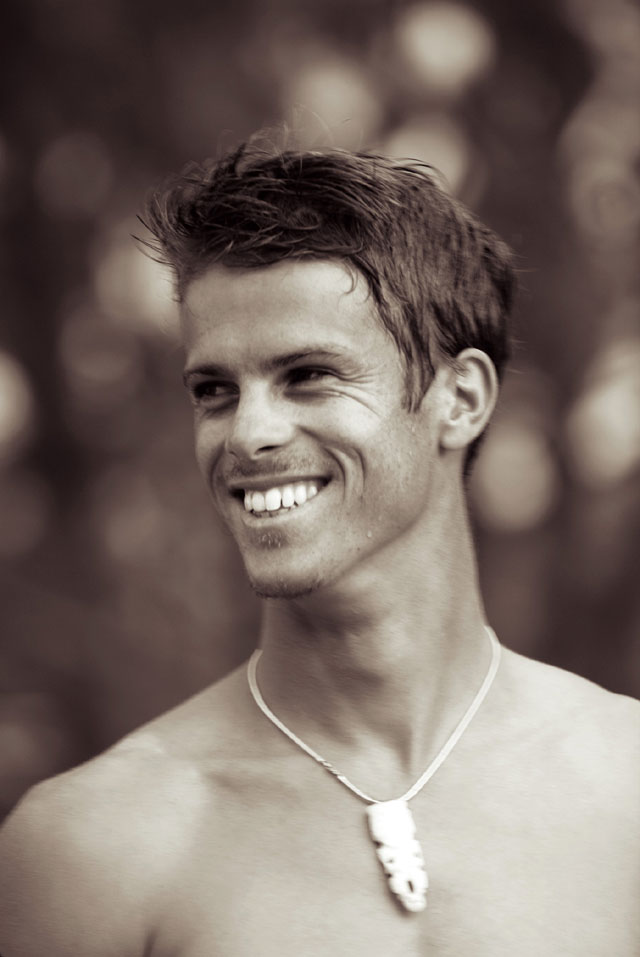
Malik Joyeux

Malik Joyeux (* 31. März 1980 auf Tahiti; † 2. Dezember 2005 bei Oʻahu, Hawaii, Vereinigte Staaten) war ein tahitianischer Big-Wave-Surfer und Gewinner des "2004 Monster Tube Award".
Joyeux war einer der weltweit bekanntesten Surfer. Er starb bei einem Surfunfall in der Banzai Pipeline in Oahu’s North Shore (Hawaii).
Malik hatte zuletzt insbesondere durch das Surfen tief in der als sehr kraftvoll („saugend“) geltenden Welle von Teahupoo und das Kite-Tow-Surfen die Aufmerksamkeit der Öffentlichkeit und der Surfmagazine erregt.

## Preise
- 1999: ¼ final Gotcha Tahiti Pro
- 2000: ¼ final Gotcha Tahiti Pro
- 2001: Semi-Finalist Volcom air show
- 2003: Billabong XXL Heaviest Tube
- 2004: Monster Tube Award